# Даффи, Адам
Адам Даффи (англ. Adam Duffy; род. 30 марта 1989 года в Шеффилде, Англия) — английский профессиональный снукерист.

## Карьера
В 2005 Адам Даффи входил в состав юниорской сборной Англии. В 2007 он вышел в плей-офф чемпионата Европы, но проиграл в 1/16-й. В 2009 принял участие в чемпионате мира при 6 красных шарах, где достиг четвертьфинала, обыграв по ходу турнира таких игроков, как Дэйв Харольд и Кен Доэрти. В 2011 стал одним из победителей 3-го этапа отборочного турнира Q School, благодаря чему стал профессионалом и получил право выступать в мэйн-туре на следующий сезон.
До того, как стать профессионалом, Адам Даффи успел сыграть в пяти этапах серии PTC 2010/11 (лучшее достижение — 1/16 финала). Также он был стипендиатом фонда имени Пола Хантера.
В сезоне 2011/2012 на 2-м этапе PTC Даффи вышел в 1/8 финала, разгромив по пути Марка Селби, 4:0. Однако в 1/8 он уступил китайцу Юй Дэлу, 3:4. На 4-м этапе Даффи вышел в 1/16 финала, где встречался с Ронни О'Салливаном, которому уступил со счётом 0:4. В этом матче О'Салливан сделал максимальный брейк.